# Вернблум, Понтус
По́нтус А́ндерс Микаэ́ль Ве́рнблум (швед. Pontus Anders Mikael Wernbloom; род. 25 июня 1986[…], Кунгэльв, Гётеборг-Бохус) — шведский футболист, полузащитник. Выступал в сборной Швеции.

## Карьера

### Клубная

#### Ранняя карьера
Родился 25 июня 1986 года в Кунгэльве и жил с матерью Анной-Марией. В детстве занимался гандболом и футболом одновременно, но всё-таки выбрал футбол. Когда Вернблум стал играть за «Кунгахеллу», его поставили на позицию вратаря, как самого высокого игрока. В 2002 году Понтусу предлагали перейти в «Гётеборг», но он отказался и впоследствии назвал это решение «мудрым». В 2004 году Вернблум всё же перешёл в стан 18-кратных чемпионов Швеции, за молодёжный состав которого выступал в течение года.

#### «Гётеборг»

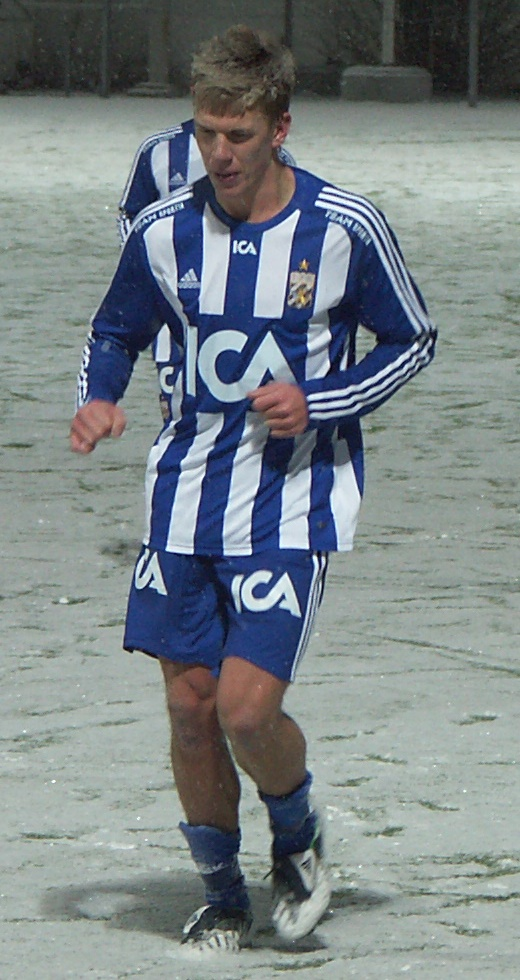
Вернблум в Гётеборге

В 2005 году был заявлен за основной состав. После того, как Хокан Мильд завершил карьеру в 2005 году, Вернблум получил место в основном составе. Тем не менее, в течение следующего сезона был вынужден бороться за место в основе, поскольку команда под руководством нового тренера значительно изменила стиль игры. После того, как клуб покинул форвард Маркус Берг, Вернблуму пришлось выступать на позиции центрального нападающего.

#### АЗ
В апреле 2009 года подписал контракт с нидерландским клубом АЗ. За трансфер футболиста красно-белые заплатили € 2.500.000. Дебютировал в высшей лиге 1 августа того же года в гостевом матче с командой «Хераклес». В этой встрече вышел на замену вместо защитника Никласа Мойсандера на 54 минуте встречи. Свой первый гол в чемпионате Нидерландов забил в ворота «ВВВ-Венло» 20 февраля 2010 года.

#### ЦСКА Москва
7 января 2012 года Вернблум достиг договоренности с московским ЦСКА. 10 января агент игрока объявил о подписании контракта с армейцами. Вечером 18 января футболист прибыл в испанский Кампоамор на сбор ЦСКА. 19 января заключил с армейцами контракт на 4,5 года. По информации сайта transfermarkt.de, сумма компенсации за футболиста составила € 3.000.000. Первоначально ЦСКА планировал купить только одноклубника Вернблума — Расмуса Эльма; вариант с приобретением Вернблума возник, чтобы склонить Эльма к переходу в московский клуб.
Дебютировал 21 февраля в матче Лиги чемпионов против мадридского «Реала». На 93-й минуте встречи забил мяч, благодаря которому москвичи смогли добиться ничьей — 1:1.

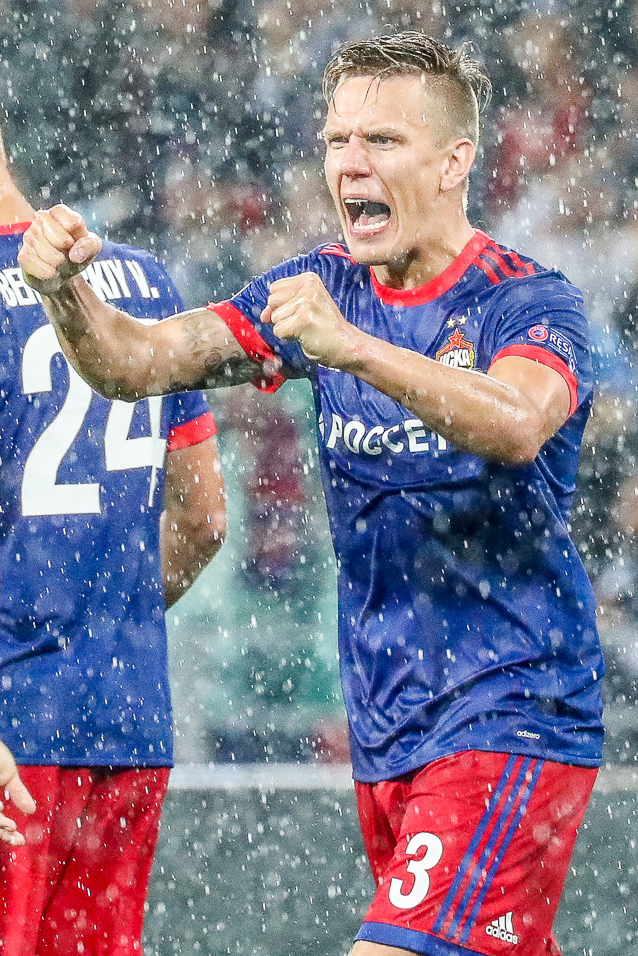
Вернблум в составе ЦСКА

3 марта в матче с «Зенитом» состоялся дебют Вернблума в российской Премьер-лиге. Футболист вышел на поле в стартовом составе и отыграл все 90 минут встречи. Понтус сразу стал футболистом основного состава и одним из лидеров команды. В заключительном матче чемпионата против «Рубина», футболист отдал голевую передачу Кэйсукэ Хонде, однако армейцы тот матч проиграли со счётом 1:3. В первом своём сезоне в России отметился довольно жёсткой игрой — в 11 матчах чемпионата он получил 8 жёлтых карточек, хотя с поля не был удалён ни разу.
28 октября 2012 года на 88 минуте матча Вернблум забил победный гол в ворота «Терека», а ЦСКА победил со счётом 2:1. Этот гол стал для шведа первым в чемпионате России и вторым в составе клуба. В следующем туре в добавленное ко второму тайму время забил победный гол в ворота «Локомотива». 9 марта 2013 года забил гол в ворота «Крыльев Советов». 4 мая 2013 года вновь забил «Тереку» и принёс победу армейцам (1:0).
По итогам сезона 2012/2013 стал чемпионом России, а также обладателем национального кубка. В финальном матче на Кубок России против «Анжи» был удален с поля, но ЦСКА вырвал победу в серии пенальти.
В сезоне 2013/2014 вновь стал чемпионом России, выиграл Суперкубок России.
Многими футбольными экспертами, аналитиками и комментаторами признаётся системообразующим игроком ЦСКА 2012—2015 годов. Успехи ЦСКА данного периода во многом достигнуты благодаря вдохновенной игре Вернблума. Главный тренер команды Леонид Слуцкий не раз подчёркивал, что Вернблум стал лидером команды на поле и в раздевалке, и во многом отвечает за поднятие боевого духа игроков в матчах, игра в которых не складывается.
9 сентября 2015 года Вернблум продлил свой контракт с ЦСКА до июня 2018 года.
В сезоне 2017/18 Вернблум стал играть на позиции нападающего. Забив в ворота «Базеля» и «СКА-Хабаровск», прочно занял это место на поле.
13 мая 2018 года по окончании матча 30 тура ЦСКА — «Анжи» (2:1) главный тренер ЦСКА Виктор Гончаренко заявил, что Понтус покинет команду, новый контракт не будет подписан.

#### ПАОК
14 августа 2018 года полузащитник договорился о подписании контракта на три игровых сезона с ПАОК. Вернблум собирался завершить переход в греческий клуб 11-12 августа, но медицинское обследование Понтуса было перенесено на 15 августа. По контракту зарплата шведа составляла €1,8 млн за сезон.

#### «Гётеборг»
21 августа 2020 года на правах свободного агента заключил с «Гётеборгом» соглашение до конца 2021 года. 14 июля 2021 года заявил о завершении профессиональной карьеры.

### В сборной
Дебютировал в молодёжной команде в 2006 году, в первом же матче забив гол на 12-й минуте матча. В январе 2007 года был вызван в первую сборную Швеции на турне по Южной Америке. Дебютировал за национальную команду в матче с Эквадором 18 января того же года. В 2016 году завершил карьеру в сборной.

## Достижения

### Командные
«Гётеборг»
- Чемпион Швеции: 2007
- Обладатель Кубка Швеции: 2008
- Обладатель Суперкубка Швеции[21]: 2008

«АЗ»
- Обладатель Суперкубка Нидерландов: 2009

ЦСКА
- Чемпион России (3): 2012/13, 2013/14, 2015/16
- Серебряный призёр чемпионата России (3): 2014/15, 2016/17, 2017/18
- Бронзовый призёр чемпионата России: 2011/12
- Обладатель Суперкубка России (2) : 2013, 2014
- Обладатель Кубка России: 2012/13

ПАОК
- Чемпион Греции: 2018/19

### Личные
- Лучший футболист чемпионата России по футболу по версии Исполкома РФС (в списке 33-х): 2015/2016 (1-й состав)[22].

## Стиль игры
В чемпионате России является символом жёсткой игры, получает очень большое количество жёлтых карточек. В сезоне 2014/15 получил их больше любого другого игрока − 13 штук. Однако крайне редко для своего стиля игры и позиции получал красные карточки, так как его фолы − чаще технические, и карточки он получал не за грубость или травматичную игру. Имел оригинальную игровую особенность − для лучшего чувства контакта (в том числе и по болевому уровню) он играет без щитков на голени и приспускает гетры, так что голень полностью обнажена.
Это осталось с тех пор, когда я был ребёнком. Мы играли без всякой защиты – это всё-таки не хоккей. Мне кажется, если тебе сломают ногу, щитки в любом случае не помогут. Ненавижу все эти приспособления, но что-то надевать нужно, поэтому я стараюсь обойтись минимальным набором.

## Личная жизнь
Вернблум придерживается социалистических убеждений и интересуется марксизмом. Выступает с критикой ультраправой партии «Шведские демократы». Однако фанатиком социалистических идей не является, о чём говорил в интервью.
Жена Нина. Свадьба состоялась 19 июня 2010 года. Двое детей: сын Милле и дочь Пенни-Вера. Милле посещал футбольную академию ЦСКА.

## Статистика

### Клубная
| Клуб          | Сезон     | Чемпионат | Чемпионат | Кубок | Кубок | Суперкубок | Суперкубок | Еврокубки | Еврокубки | Всего | Всего |
| Клуб          | Сезон     | Игры      | Голы      | Игры  | Голы  | Игры       | Голы       | Игры      | Голы      | Игры  | Голы  |
| ------------- | --------- | --------- | --------- | ----- | ----- | ---------- | ---------- | --------- | --------- | ----- | ----- |
| Гётеборг      | 2005      | 7         | 1         | 0     | 0     | 0          | 0          | 0         | 0         | 7     | 1     |
| Гётеборг      | 2006      | 24        | 6         | 0     | 0     | 0          | 0          | 0         | 0         | 24    | 6     |
| Гётеборг      | 2007      | 24        | 6         | 0     | 0     | 0          | 0          | 0         | 0         | 24    | 6     |
| Гётеборг      | 2008      | 26        | 8         | 0     | 0     | 1          | 0          | 0         | 0         | 27    | 8     |
| Гётеборг      | 2009      | 11        | 5         | 1     | 1     | 0          | 0          | 3         | 2         | 15    | 8     |
| Гётеборг      | Итого     | 92        | 26        | 1     | 1     | 1          | 0          | 3         | 2         | 97    | 29    |
| АЗ            | 2009/2010 | 23        | 1         | 2     | 2     | 1          | 0          | 4         | 0         | 30    | 3     |
| АЗ            | 2010/2011 | 29        | 4         | 3     | 1     | 0          | 0          | 10        | 2         | 42    | 7     |
| АЗ            | 2011/2012 | 15        | 2         | 2     | 1     | 0          | 0          | 9         | 4         | 26    | 7     |
| АЗ            | Итого     | 67        | 7         | 7     | 4     | 1          | 0          | 23        | 6         | 98    | 17    |
| ЦСКА (Москва) | 2011/12   | 11        | 0         | 4     | 0     | 0          | 0          | 2         | 1         | 17    | 1     |
| ЦСКА (Москва) | 2012/13   | 26        | 4         | 1     | 0     | 1          | 0          | 2         | 0         | 30    | 4     |
| ЦСКА (Москва) | 2013/14   | 28        | 1         | 0     | 0     | 0          | 0          | 6         | 0         | 34    | 1     |
| ЦСКА (Москва) | 2014/15   | 25        | 2         | 4     | 0     | 1          | 1          | 2         | 0         | 32    | 3     |
| ЦСКА (Москва) | 2015/16   | 27        | 4         | 4     | 0     | 0          | 0          | 10        | 0         | 41    | 4     |
| ЦСКА (Москва) | 2016/17   | 27        | 1         | 0     | 0     | 1          | 0          | 5         | 0         | 33    | 1     |
| ЦСКА (Москва) | 2017/18   | 23        | 5         | 0     | 0     | 0          | 0          | 8         | 2         | 31    | 7     |
| ЦСКА (Москва) | Итого     | 167       | 17        | 13    | 0     | 3          | 1          | 35        | 3         | 210   | 21    |
| ПАОК          | 2018/2019 | 11        | 0         | 2     | 1     | 0          | 0          | 3         | 0         | 16    | 1     |
| ПАОК          | Итого     | 11        | 0         | 2     | 1     | 0          | 0          | 3         | 0         | 16    | 1     |
| Всего         | Всего     | 337       | 50        | 23    | 6     | 5          | 1          | 64        | 11        | 421   | 68    |

### В сборной
| Год   | Отборочные матчи ЧМ | Отборочные матчи ЧМ | Финальные матчи ЧМ | Финальные матчи ЧМ | Отборочные матчи ЧЕ | Отборочные матчи ЧЕ | Финальные матчи ЧЕ | Финальные матчи ЧЕ | Товарищеские матчи | Товарищеские матчи | Всего | Всего |
| Год   | Игры                | Голы                | Игры               | Голы               | Игры                | Голы                | Игры               | Голы               | Игры               | Голы               | Игры  | Голы  |
| ----- | ------------------- | ------------------- | ------------------ | ------------------ | ------------------- | ------------------- | ------------------ | ------------------ | ------------------ | ------------------ | ----- | ----- |
| 2007  | 0                   | 0                   | 0                  | 0                  | 0                   | 0                   | 0                  | 0                  | 1                  | 0                  | 1     | 0     |
| 2008  | 0                   | 0                   | 0                  | 0                  | 0                   | 0                   | 0                  | 0                  | 1                  | 0                  | 1     | 0     |
| 2009  | 0                   | 0                   | 0                  | 0                  | 0                   | 0                   | 0                  | 0                  | 2                  | 0                  | 2     | 0     |
| 2010  | 0                   | 0                   | 0                  | 0                  | 3                   | 2                   | 0                  | 0                  | 5                  | 0                  | 8     | 2     |
| 2011  | 0                   | 0                   | 0                  | 0                  | 5                   | 0                   | 0                  | 0                  | 3                  | 0                  | 8     | 0     |
| 2012  | 3                   | 0                   | 0                  | 0                  | 1                   | 0                   | 0                  | 0                  | 6                  | 0                  | 10    | 0     |
| 2013  | 4                   | 0                   | 0                  | 0                  | 0                   | 0                   | 0                  | 0                  | 3                  | 0                  | 7     | 0     |
| 2014  | 0                   | 0                   | 0                  | 0                  | 3                   | 0                   | 0                  | 0                  | 3                  | 0                  | 6     | 0     |
| 2015  | 0                   | 0                   | 0                  | 0                  | 3                   | 0                   | 0                  | 0                  | 2                  | 0                  | 4     | 0     |
| 2016  | 0                   | 0                   | 0                  | 0                  | 0                   | 0                   | 0                  | 0                  | 3                  | 0                  | 3     | 0     |
| Всего | 7                   | 0                   | 0                  | 0                  | 15                  | 2                   | 0                  | 0                  | 29                 | 0                  | 51    | 2     |

Итого: 51 матч / 2 гола; 28 побед, 8 ничьих, 15 поражений.